# 胡璉 (崇禎庚辰進士)
胡璉（1614年—？），字辰生，號星來，浙江湖州府德清縣人，明朝政治人物。

## 生平
崇禎十二年（1639年）己卯科浙江鄉試第二十四名舉人，十三年（1640年）中式庚辰科會試第四十一名，三甲第四十七名進士。都察院觀政，授婺源縣知縣，為官清廉端正，聽訟無冤獄，曾參加復社。

## 家族
本生曾祖胡思敬，鄉飲賓；繼曾祖胡思誠，鄉飲賓；祖父胡進臣，鄉飲賓；父胡士弘，鳴寺序班。